# Ichoria pyrrhonota
Ichoria pyrrhonota är en fjärilsart som beskrevs av Hans Zerny 1931. Ichoria pyrrhonota ingår i släktet Ichoria och familjen björnspinnare. Inga underarter finns listade i Catalogue of Life.